# Беларусь на летних Олимпийских играх 2008
Беларусь на летних Олимпийских играх 2008 представлял Национальный олимпийский комитет Республики Беларусь.

## Медали
| Медали по дням | Медали по дням | Медали по дням | Медали по дням | Медали по дням | Медали по дням | Медали по дням |
| -------------- | -------------- | -------------- | -------------- | -------------- | -------------- | -------------- |
| День           | Дата           |                |                |                | Итого          |                |
| День 0         | 8 августа      | —              | —              | —              | —              |                |
| День 1         | 9 августа      | —              | —              | —              | —              |                |
| День 2         | 10 августа     | —              | —              | 1              | 1              |                |
| День 3         | 11 августа     | —              | —              | —              | —              |                |
| День 4         | 12 августа     | —              | —              | —              | —              |                |
| День 5         | 13 августа     | —              | —              | 1              | 1              |                |
| День 6         | 14 августа     | —              | —              | —              | —              |                |
| День 7         | 15 августа     | —              | 1              | —              | 1              |                |
| День 8         | 16 августа     | —              | 1              | 3              | 4              |                |
| День 9         | 17 августа     | —              | —              | —              | —              |                |
| День 10        | 18 августа     | 1              | —              | —              | 1              |                |
| День 11        | 19 августа     | —              | —              | —              | —              |                |
| День 12        | 20 августа     | 1              | —              | 1              | 2              |                |
| День 13        | 21 августа     | —              | —              | —              | —              |                |
| День 14        | 22 августа     | 2              | 1              | —              | 3              |                |
| День 15        | 23 августа     | —              | 1              | 1              | 2              |                |
| День 16        | 24 августа     | —              | —              | 1              | 1              |                |
| Всего          | Всего          | 4              | 5              | 9              | 18             |                |

### Золото
|   | Золото                                                             |                                                |
| # | Спортсмен (-ы)                                                     | Вид спорта (дисциплина)                        |
| 1 | Андрей Арямнов                                                     | Тяжелая атлетика, до 105 кг                    |
| 2 | Александр Богданович, Андрей Богданович                            | Гребля на байдарках и каноэ, каноэ-двойка      |
| 3 | Роман Петрушенко, Алексей Абалмасов, Артур Литвинчук, Вадим Махнев | Гребля на байдарках и каноэ, байдарка-четвёрка |
| - | Оксана Менькова3                                                   | Метание молота                                 |

### Серебро
| Серебро |                    |                            |
| #       | Спортсмен (-ы)     | Вид спорта (дисциплина)    |
| 1       | Мурад Гайдаров6    | Вольная борьба, до 74 кг   |
| 2       | Вадим Девятовский1 | Метание молота             |
| 3       | Андрей Кравченко   | Десятиборье                |
| 4       | Инна Жукова        | Художественная гимнастика  |
| -       | Андрей Рыбаков5    | Тяжелая атлетика, до 85 кг |
| -       | Наталья Михневич3  | Толкание ядра              |

### Бронза
| Бронза | |                                                     |
| #      | Спортсмен (-ы)                                                                                             | Вид спорта (дисциплина)                             |
| 1      | Иван Тихон1                                                                                                | Метание молота                                      |
| 2      | Михаил Семенов                                                                                             | Греко-римская борьба, до 66 кг                      |
| 3      | Екатерина Карстен                                                                                          | Академическая гребля                                |
| 4      | Наталья Гелах, Юлия Бичик                                                                                  | Академическая гребля                                |
| 5      | Роман Петрушенко, Вадим Махнев                                                                             | Гребля на байдарках и каноэ, байдарка-двойка, 500 м |
| 6      | Олеся Бабушкина, Анастасия Иванькова, Зинаида Лунина, Глафира Мартинович, Ксения Санкович, Алина Тумилович | Художественная гимнастика, групповые упражнения     |
| -      | Андрей Михневич2                                                                                           | Толкание ядра                                       |
| -      | Анастасия Новикова5                                                                                        | Тяжелая атлетика, до 53 кг                          |
| -      | Надежда Остапчук4                                                                                          | Толкание ядра                                       |

- 6 Первоначально Мурад Гайдаров завоевал бронзовую медаль. Но спустя 8 лет ему была передана серебряная медаль узбекского борца вольного стиля Сослана Тигиева, дисквалифицированного за употребление допинга.[7]

## Результаты соревнований

### Академическая гребля
В следующий раунд из каждого заезда проходили несколько лучших экипажей (в зависимости от дисциплины). В финал A выходили 6 сильнейших экипажей, остальные разыгрывали места в утешительных финалах B-F.
Мужчины
| Соревнование  | Спортсмены                       | Предварительный заезд | Предварительный заезд | Предварительный заезд | Отборочный заезд | Отборочный заезд | Отборочный заезд | Четвертьфинал | Четвертьфинал | Четвертьфинал | Полуфинал | Полуфинал | Полуфинал | Финал   | Финал   | Итоговое место |
| Соревнование  | Спортсмены                       | Заезд                 | Время                 | Место                 | Заезд            | Время            | Место            | Заезд         | Время         | Место         | Заезд     | Время     | Место     | Время   | Место   | Итоговое место |
| ------------- | -------------------------------- | --------------------- | --------------------- | --------------------- | ---------------- | ---------------- | ---------------- | ------------- | ------------- | ------------- | --------- | --------- | --------- | ------- | ------- | -------------- |
| двойки парные | Денис Мигаль Станислав Щербаченя | 1                     | 6:27,18               | 2 Q                   | не участвовали   | не участвовали   | не участвовали   | не проводится | не проводится | не проводится | 2         | 6:32,76   | 6 QB      | Финал B | Финал B | 7              |
| двойки парные | Денис Мигаль Станислав Щербаченя | 1                     | 6:27,18               | 2 Q                   | не участвовали   | не участвовали   | не участвовали   | не проводится | не проводится | не проводится | 2         | 6:32,76   | 6 QB      | 6:34,39 | 1       | 7              |

| Спортсмен(ы)                                                      | Соревнования       | Отборочные гонки | Отборочные гонки | Дополнительная гонка | Дополнительная гонка | Полуфиналы | Полуфиналы | Финалы  | Финалы      |
| Спортсмен(ы)                                                      | Соревнования       | Время            | Место            | Время                | Место                | Время      | Место      | Время   | Место       |
| ----------------------------------------------------------------- | ------------------ | ---------------- | ---------------- | -------------------- | -------------------- | ---------- | ---------- | ------- | ----------- |
| Александр Козубовский Андрей Демьяненко Евгений Носов Вадим Лялин | Четверка распашная |                  |                  |                      |                      |            |            |         |             |
| Валерий Родевич Павел Шурмей Кирилл Лемешкевич Александр Новиков  | Четверка парная    |                  |                  |                      |                      |            |            | 5:50.74 | 5 (Финал B) |

Женщины
| Спортсмен(ы)             | Соревнования     | Отборочные гонки | Отборочные гонки | Дополнительная гонка | Дополнительная гонка | Полуфиналы | Полуфиналы | Финалы | Финалы |
| Спортсмен(ы)             | Соревнования     | Время            | Место            | Время                | Место                | Время      | Место      | Время  | Место  |
| ------------------------ | ---------------- | ---------------- | ---------------- | -------------------- | -------------------- | ---------- | ---------- | ------ | ------ |
| Екатерина Карстен        | Лодка-одиночка   |                  |                  |                      |                      |            |            |        |        |
| Юлия Бичик Наталья Гелах | Двойка распашная |                  |                  |                      |                      |            |            |        |        |

Главный тренер — Валерий Гайдук, тренеры — Норберт Ладерманн, Владимир Синельщиков, Юрий Золотарёв, Вильфрид Карстен. Запасной атлет — Денис Суровец.

### Бадминтон
Спортсменов — 1
Одиночная среди женщин
- Ольга Конон

### Баскетбол
Спортсменов — 12
Женская команда
Главный тренер Анатолий Буяльский, старший тренер — Григорий Каленто.

### Бокс
Спортсменов — 4
- До 54 кг: Хаважи Хацигов
- До 69 кг: Магомед Нурудинов
- До 81 кг: Рамазан Магомедов
- До 91 кг: Виктор Зуев

Главный тренер: Анатолий Колчин, тренер — Гаджимурад Абдуллабеков

### Борьба
Спортсменов — 9

#### Греко-Римская борьба
- 60 кг: Юрий Дубинин
- 66 кг: Михаил Семенов
- 74 кг: Олег Михалович
- 120 кг: Сергей Артюхин

#### Вольная борьба среди мужчин
- 55 кг: Ризван Гаджиев
- 60 кг: Альберт Батыров
- 74 кг: Мурад Гайдаров

#### Вольная борьба среди женщин
- 55 кг: Елена Филипова
- 63 кг: Ольга Хилько

Главный тренер (вольная, мужчины) — Сергей Гурьев, главный тренер (вольная, женщины) — Анатолий Ермак, главный тренер (Греко-Римская, мужчины) — Геннадий Сапунов.

### Велоспорт

#### Шоссейный велоспорт
Спортсменов — 4
- Мужская групповая гонка: Александр Кучинский, Константин Сивцов, Александр Усов
- Мужская гонка на время с раздельным стартом: Василий Кириенко

#### Трековый велоспорт
Спортсменов — 2
среди мужчин
- Мужская гонка по очкам: Василий Кириенко

среди женщин
- Женский спринт: Наталья Цилинская

Главный тренер — Олег Иванов, тренер — Станислав Соловьев

### Гимнастика

#### Прыжки на батуте
Женщины
| Соревнование      | Спортсмены      | Квалификация | Квалификация | Финал                 | Финал                 |
| Соревнование      | Спортсмены      | Очки         | Место        | Очки                  | Место                 |
| ----------------- | --------------- | ------------ | ------------ | --------------------- | --------------------- |
| личное первенство | Татьяна Петреня | 63,8         | 9            | завершила выступление | завершила выступление |

### Тяжёлая атлетика
Спортсменов — 10
Мужчины
| Категория | Спортсмен         | Масса  | Рывок | Рывок | Рывок | Толчок | Толчок | Толчок | Всего | Место |
| Категория | Спортсмен         | Масса  | 1     | 2     | 3     | 1      | 2      | 3      | Всего | Место |
| --------- | ----------------- | ------ | ----- | ----- | ----- | ------ | ------ | ------ | ----- | ----- |
| 56 кг     | Виталий Дербенёв  | 55,88  | 120   | 125   | 127   | 140    | 140    | 140    | —     | —     |
| 62 кг     | Геннадий Махвееня | 61,95  | 120   | 128   | 128   | 150    | 156    | 156    | 278   | 10    |
| 77 кг     | Сергей Лагун      | 76,56  | 153   | 157   | 157   | 187    | 192    | 196    | 349   | 10    |
| 85 кг     | Андрей Рыбаков    | 84,69  | 180   | 185   | 185   | 200    | 204    | 209    | 394   |       |
| 85 кг     | Вадим Стрельцов   | 84,37  | 170   | —     | —     | —      | —      | —      | —     | —     |
| 105 кг    | Андрей Арямнов    | 104,76 | 193   | 197   | 200   | 225    | 230    | 236    | 436   |       |

Женщины
| Категория | Спортсмен          | Масса | Рывок | Рывок | Рывок | Толчок | Толчок | Толчок | Всего | Место |
| Категория | Спортсмен          | Масса | 1     | 2     | 3     | 1      | 2      | 3      | Всего | Место |
| --------- | ------------------ | ----- | ----- | ----- | ----- | ------ | ------ | ------ | ----- | ----- |
| 53 кг     | Анастасия Новикова | 52,87 | 92    | 95    | 97    | 120    | 126    | 130    | 221   |       |
| 69 кг     | Анна Батюшко       | 68,65 | 105   | 110   | 110   | 120    | 126    | 126    | 225   | 7     |
| 75 кг     | Ирина Кулеша       | 74,78 | 112   | 116   | 118   | 128    | 133    | 137    | 255   | 4     |
| 75 кг     | Юлия Новакович     | 74,19 | 105   | 110   | 110   | 115    | 122    | 127    | 237   | 10    |